# Meklis Koszalijew
Meklis Bejszenowicz Koszalijew, kirg. i ros. Меклис Бейшенович Кошалиев (ur. 30 listopada 1951 w Tałasie, Kirgiska SRR) – kirgiski piłkarz, grający na pozycji pomocnika, trener piłkarski.

## Kariera piłkarska
Wychowanek Szkoły Sportowej w Tałasie. Pierwszy trener Grigorij Pugaczow. Najpierw grał w amatorskim zespole ZIŁ, reprezentacji KGIFK (Kirgiskiego Państwowego Instytutu Kultury Fizycznej, który ukończył w 1975), w drużynie rezerwowej Ałga Frunze. W 1976 rozpoczął zawodową karierę piłkarską w Ałgie. Latem 1981 przeniósł się do Ałaju Osz, w którym zakończył karierę piłkarza.

## Kariera trenerska
Po zakończeniu kariery piłkarza rozpoczął pracę szkoleniowca. W 1982 roku pomagał trenować rodzimy klub Ałga Frunze. W 1983 prowadził Ałaj Osz. W latach 1986–1991 pracował w Internacie Sportowym im. Nadieżdy Krupskiej. Na początku 1992 roku, znów wrócił do Ałgi jako drugi trener. Ale już wkrótce, wiosną 1992 został zaproszony na stanowisko selekcjonera narodowej reprezentacji Kirgistanu, którą kierował do 1996. W 1995 trenował również. Od 1996 pracował jako dyrektor sekcji piłkarskiej Szkoły Piłkarskiej Rezerw Olimpijskich Kirgistanu oraz zajmował stanowisko dyrektora technicznego Federacji Piłki Nożnej w Kirgistanie.

## Sukcesy i odznaczenia

### Sukcesy piłkarskie
Ałga Frunze
- mistrz Wtoroj ligi ZSRR: 1978 (5 grupa)

### Odznaczenia
- tytuł Mistrza Sportu ZSRR: 1982